# Lisa Parrott
Lisa Parrott (* 1968) ist eine australische Jazzmusikerin (Alt-, Bariton-, Sopran- und Tenorsaxophon).

## Leben und Wirken
Parrott, die als Kind zunächst Klarinette und Klavier lernte, wechselte dann zum Saxophon und wurde am Konservatorium von Sydney von Don Burrows ausgebildet. Bereits in ihrer Jugend spielte sie in eigenen Bands. 1989 arbeitete sie bei Mike Nock, dann bei Jackie Orszacsky und John Foreman. 1996 gründete sie mit Chris Lightcap und
Heinrich Köbberling das Trio PLK, das 1998 das Album Bab Bab (Goat Angel Records) veröffentlichte und durch Deutschland tourte. Seit den späten 1990er-Jahren arbeitete sie in der New Yorker Jazzszene, u. a. mit Derek Bronston (Longing, 1998) und gehörte von 1998 bis 2015 dem Diva Jazz Orchestra an. Ferner spielte sie mit Dave Brubeck, Nancy Wilson, Diane Schuur, Johnny Mandel, Skitch Henderson, den New York Pops, Gregory und Maurice Hines, Cindy Blackman, Gunther Schuller, Jason Lindner, Joel Harrison, Kit McClure, Virginia Mayhew, Marty Ehrlich Large Ensemble, dem Artie Shaw Orchestra (Ghost Band) der Jimmy Heath Big Band und mit ihrer Schwester Nicki Parrott, mit der sie 2002 beim Tribut-Festival für Mary Lou Williams im Kennedy Center auftrat. 2018/19 spielte sie in der Morris/Webber Big Band (Both Are True).
Mit ihrem Quartett (mit Nadje Noordhuis (tp, flhrn), Carl Dewhurst (git), Chris Lightcap und Matt Wilson) spielte Parrott 2014 ihr Debütalbum Round Tripper (Serious Niceness) ein, das gute Kritiken erhielt. Im Bereich des Jazz war sie zwischen 1998 und 2017 an 29 Aufnahmesessions beteiligt, zuletzt mit Richard X Bennett (Experiments in Truth).

## Preise und Auszeichnungen
Parrott erhielt 1991 und 1992 den australischen Mo Award als „Best Female Jazz Performer“. Beim Wettbewerb des Wangaratta Jazz Festival 1994 kam sie bei den Saxophonisten auf den dritten Platz. Beim Critics Poll des Down Beat wurde sie mehrmals in der Kategorie Rising Star (Baritonsaxophon) nominiert, 2016 auf dem ersten Platz.